# إثيل ويلز
إثيل ويلز (بالإنجليزية: Ethel Wales)‏ هي ممثلة أمريكية، ولدت في 4 أبريل 1878 في الولايات المتحدة، وتوفيت في 15 فبراير 1952 بهوليوود في الولايات المتحدة.

## أعمال

### أفلام
- (1941) زهور وسط الغبار

## وصلات خارجية
- إثيل ويلز على موقع IMDb (الإنجليزية)
- إثيل ويلز على موقع ألو سيني (الفرنسية)
- إثيل ويلز على موقع أول موفي (الإنجليزية)
- إثيل ويلز على موقع قاعدة بيانات الأفلام السويدية (السويدية)
- إثيل ويلز على موقع قاعدة بيانات الفيلم (الإنجليزية)
- إثيل ويلز على موقع كينوبويسك (الروسية)